# Kevin Eyster
Kevin Eyster (* 6. August 1989 in Lafayette, Louisiana) ist ein professioneller US-amerikanischer Pokerspieler. Er ist zweifacher Titelträger der World Poker Tour und gewann 2014 ein Bracelet bei der World Series of Poker.

## Persönliches
Eyster studierte an der University of Louisiana at Lafayette, verließ die Universität jedoch ohne Abschluss.

## Pokerkarriere
Eyster spielte von Januar 2008 bis November 2018 online unter den Nicknames 1$ickDisea$E (PokerStars sowie Cake Poker), -1SickDisease- (Full Tilt Poker), THE1SICKNESS (Absolute Poker) und Xpugn0 (WSOP.com). Er hat sich mit Online-Turnierpoker mehr als 3,5 Millionen US-Dollar erspielt, wovon über 2 Millionen US-Dollar auf PokerStars sowie knapp 1,5 Millionen US-Dollar auf Full Tilt Poker gewonnen wurden. Im Jahr 2010 stand der Amerikaner zeitweise auf dem vierten Platz des PokerStake-Rankings, das die erfolgreichsten Onlinepoker-Turnierspieler weltweit listet.
Eyster gewann seine ersten Preisgelder bei Live-Turnieren ab August 2007 im Turning Stone Resort & Casino in Verona im US-Bundesstaat New York. Im Januar 2010 gewann er beim PokerStars Caribbean Adventure auf den Bahamas ein Shootout-Event in der Variante Pot Limit Omaha und wurde Zweiter bei einem Six-Max-Turnier, wofür er insgesamt knapp 70.000 US-Dollar Preisgeld erhielt. Ende April 2010 belegte der Amerikaner beim Main Event der European Poker Tour in Monte-Carlo den mit 60.000 Euro dotierten 16. Platz. Im Juni 2011 war er erstmals bei der Hauptturnierserie der World Series of Poker (WSOP) im Rio All-Suite Hotel and Casino am Las Vegas Strip erfolgreich und kam bei zwei Turnieren der Variante No Limit Hold’em in die Geldränge. Mitte April 2013 setzte sich Eyster beim Main Event der World Poker Tour (WPT) in Hollywood, Florida, durch und sicherte sich eine Siegprämie von rund 660.000 US-Dollar. Bei der WSOP 2014 gewann er ein Six-Max-Turnier und erhielt den Hauptpreis von mehr als 620.000 US-Dollar sowie ein Bracelet. Ende August 2014 wurde der Amerikaner bei einem Turnier der River Poker Series in Thackerville Dritter, was mit rund 220.000 US-Dollar bezahlt wurde. Im Hotel Bellagio am Las Vegas Strip gewann er Mitte Dezember 2015 das WPT-Main-Event und sicherte sich neben seinem zweiten WPT-Titel sein bisher höchstes Preisgeld von knapp 1,6 Millionen US-Dollar. Ende Mai 2019 wurde Eyster bei der Aria Summer Championship der WPT im Aria Resort & Casino am Las Vegas Strip Vierter und erhielt mehr als 150.000 US-Dollar.
Insgesamt hat sich Eyster mit Poker bei Live-Turnieren über 5 Millionen US-Dollar erspielt.